# Samsung Galaxy M10
El Samsung Galaxy M10 es un teléfono inteligente Android producido por Samsung Electronics, parte de los teléfonos inteligentes económicos exclusivos en línea de la serie Samsung Galaxy M. Se dio a conocer el 28 de enero de 2019 y se lanzó el 5 de febrero de ese año.

## Especificaciones
El teléfono es alimentado por un conjunto de chips Exynos 7870 octa-core de 1.6 GHz que se basa en un 14 nm y ofrece ocho núcleos ARM Cortex-A53 a 1,6 GHz. El Samsung M10 está equipado con una pantalla Infinity-V HD+ de 6,2 pulgadas (720 x 1520 píxeles) que tiene una relación de aspecto de 19:9 y funciona con Android 10.

### Software
El sistema operativo utilizado es Android 8.1 Oreo, que se puede actualizar oficialmente a Android 10.
Cuenta con la interfaz de usuario Samsung Experience 9.5, que con la actualización a Android 10 pasa a ser One UI 2.0.

## Variantes

### Galaxy M10s
El Samsung Galaxy M10s es una versión «actualizada» del M10, lanzada en septiembre de 2019. Se diferencia del M10 principalmente con la presencia de una pantalla aumentada (6,4" S-AMOLED), su batería de 4000 mAh y una cámara frontal de 8 megapíxeles, así como un diferente chipset (Exynos 7884B) y la presencia de un sensor para huella dactilar trasera.
El sistema operativo de esta versión es Android 9 Pie y se puede actualizar a Android 11 con la interfaz One UI 3.1.